# افتیسات
افتیسات (به فرانسوی: Aftissat) یک منطقهٔ مسکونی در مراکش است که در استان بوجدور واقع شده‌است. افتیسات ۱۳٫۴۶ کیلومتر مربع مساحت و ۹۲ نفر جمعیت دارد.